# WWE NXT Level Up
《WWE NXT Level Up》是由美国职业摔角联盟WWE推出的职业摔角网络电视节目，由联盟NXT品牌选手出演。节目在《NXT 2.0》前后录制，2022年2月18日起北美东部时区每周五晚上10点在孔雀（美国）和世界摔角娛樂電視網（国际）同步播出，接档《WWE 205 Live》。